# Single Top 100
Single Top 100 är en nederländsk topplista baserad på försäljningar via fysiska singlar, digitala nedladdningar och strömning. Listan är en av tre officiella i Nederländerna; de andra är Nederlandse Top 40 och Mega Top 30 (före Mega Top 50). Skillnaden är att Single Top 100 inte inkluderar radiospelningar.

## Historia
Det startade som Hilversum 3 Top 30 1969. Namnet ändrade till Daverende Dertig 1971, Nationale Hitparade 1974, Mega Top 50 1993, Mega Top 100 1996 och Single Top 100 2004. Till 2004 har Single Top 100 samma historia som Mega Top 30. Från 1974 använde det berömda televisionprogrammet TopPop Nationale Hitparaden . Under åren 70 radioprogrammet presenterad av Felix Meurders blev väldigt populär, under andre eftersom han vände sångerna i sin helhet så att ungdomar kunde spela in sina favoritsånger. Hitlistan sammanställs av marknadsundersökningsinstitut GfK. Sedan maj 2004 sänds Single Top 100 inte längre på radio. I 2006 stoppade den nederländska version från Top of the Tops som använde topplistan.